# گرگ فیلینگینس
گرگ فیلینگینس (انگلیسی: Greg Phillinganes؛ زادهٔ ۱۲ مهٔ ۱۹۵۶) خواننده، تهیه‌کننده موسیقی، ترانه‌سرا، نوازنده پیانو و موسیقی‌دان اهل ایالات متحده آمریکا است. وی با هنرمندان نامداری چون اریک کلپتون، دیوید گیلمور، کوئینسی جونز، استیوی واندر، جرج هریسون، بی جیز، دانا سامر، آریتا فرانکلین، ریچارد مارکس، جورج بنسون و توتو همکاری داشته و مدتی رهبر گروه موسیقی و نوازندگان مایکل جکسون بود.
از فیلم‌ها یا برنامه‌های تلویزیونی که وی در آن نقش داشته‌است، می‌توان به فیلم مستند بد ۲۵ اشاره کرد.